# Quân chủ lập hiến

Các chế độ quân chủ lập hiến với hệ thống nghị viện đại diện được tô màu lục thẫm. Các chế độ quân chủ lập hiến khác (màu lục nhạt) là chế độ quân chủ nhị nguyên

Quân chủ lập hiến hay quân chủ đại nghị là một hình thức tổ chức nhà nước giữ nguyên vai trò nguyên thủ quốc gia của vua hay nữ vương từ thời phong kiến, nhưng nhà vua không có quyền lực tuyệt đối như chế độ quân chủ chuyên chế, mà quyền lực của vua được giới hạn bởi hiến pháp. Tuỳ theo hiến pháp từng nước mà nhà vua sẽ có quyền lực lớn hay nhỏ. Tại một số nước như Nhật Bản, nhà vua chỉ là biểu tượng, thực quyền chủ yếu thuộc quốc hội do đảng phái chiếm đa số ghế lãnh đạo; đảng này cũng có quyền tự chấp chính, hoặc liên minh với đảng khác để thành lập Chính phủ. Thủ tướng thường là thuộc đảng chiếm đa số. Tại một số nước quân chủ lập hiến khác như Thái Lan thì nhà vua vẫn có thực quyền khá mạnh (nắm quyền chỉ huy quân đội, phê duyệt nhân sự chính phủ...)
Trong các nhà nước theo chính thể quân chủ hạn chế thì quyền lực tối cao của quốc gia phần thuộc vị quân vương, được coi là quốc trưởng, phần thuộc một cơ quan khác, khi là nghị viện hay hội đồng đại biểu. Cuộc bầu cử có thể là đầu phiếu phổ thông hay hạn chế cho một vài giai cấp quý tộc.
Trong chính thể quân chủ lập hiến, vua hay nữ hoàng là nguyên thủ quốc gia, nhưng về quyền lực thì không tuyệt đối như quân chủ chuyên chế, họ đại diện cho truyền thống dòng tộc và sự thống nhất của quốc gia. Tiếng Anh có câu là "nhà vua trị vì nhưng không cai trị". Chế độ quân chủ lập hiến là sự thích ứng của các vương triều đối với làn sóng dân chủ lan rộng trên thế giới sau Cách mạng Pháp. Các vương triều chấp nhận từ bỏ các quyền lực chính trị và tuân thủ hiến pháp để bảo toàn sự tồn tại; giữ lại các tước hiệu, tài sản, lợi ích kinh tế và danh dự hoàng gia.
Hiện nay, chính thể quân chủ lập hiến theo mô hình đại nghị còn tồn tại ở nhiều nước trên thế giới như Nhật Bản, Anh Quốc, Thụy Điển, Đan Mạch, Canada, Úc, Campuchia, Thái Lan, Tây Ban Nha, Na Uy, Hà Lan, Bỉ, Malaysia, Bhutan... phần lớn do nguyên nhân lịch sử.

## Quân chủ đại nghị và quân chủ nhị nguyên
Chế độ quân chủ đại nghị và chế độ quân chủ nhị nguyên đều là các hình thức chính thể lập hiến trong đó quyền lực của quân chủ bị hạn chế bởi hiến pháp hoặc các quy định pháp luật. Trong chế độ quân chủ đại nghị, quyền lực của quân chủ bị giới hạn rõ ràng bởi hiến pháp. Quân chủ thường chỉ có vai trò nghi lễ và không tham gia vào các quyết định chính trị hàng ngày. Quyền lực thực sự nằm trong quốc hội và chính phủ do thủ tướng đứng đầu. Quốc hội có quyền lập pháp và kiểm soát chính phủ. Ngược lại, trong chế độ quân chủ nhị nguyên, quân chủ vẫn giữ một số quyền lực chính trị nhất định và có thể tham gia vào các quyết định quan trọng của quốc gia. Mặc dù quốc hội và chính phủ vẫn nắm quyền lực nhưng quân chủ có quyền phủ quyết hoặc ảnh hưởng đến các quyết định quan trọng.

## Chế độ khác
- Chế độ quân chủ
- Quân chủ chuyên chế